# تشو لين
تشو لين (بالصينية: 周麟) (4 فبراير 1981 بتيانجين في الصين - ) هو لاعب كرة قدم صيني في مركز الدفاع. لعب مع غوانغجو إفرغراند تاوباو ونادي تشونغتشينغ ليانغجيانغ.

## وصلات خارجية
- تشو لين على موقع قاعدة بيانات كرة القدم.إي يو (الإنجليزية)